# إعلان بلوتوث
إعلان البلوتوث هو طريقة تسويق عبر الهاتف المحمول  تستفيد من تكنولوجيا البلوتوث لتوصيل بعض المحتويات مثل الرسائل أو المعلومات أو الإعلانات إلى الهواتف المحمولة مثل الهواتف الخلوية  أو الحاسوب اللوحي. ومن الممكن أيضًا استلام إعلان البلوتوث عبر الكمبيوتر المحمول أو المساعد الرقمي الشخصي.
يرخص إعلان البلوتوث بناء على الإعلان وهو ما يعني أنه عندما يتلقى جهاز محمول إعلان رسالة بلوتوث، فإن المستلم يكون لديه الخيار لقبول أو رفض الرسالة. ويجب على المستلم تحديد أنه يرغب بشكل إيجابي  في استلام رسائل الإعلانات.
وحيث أنه ليس كل أجهزة البلوتوث تمكن مستخدمي أجهزة المحمول من ترك أجهزة البلوتوث نشطة، فإنها من الممكن أن تتفاعل مع الإشارة مما يحث المستخدمين على تنشيط البلوتوث لتلقي المحتوى. ويجب على المعلن أن يبين أن هذه الرسائل التسويقية قد تحتوي على معلومات حول منتجات وخدمات شركات أخرى، إذا أمكن. ويوصى بشدة باستخدام الأدلة التوجيهية الخاصة بجمعيات التسويق المباشر.

## مدى مسافة الإعلان بالبلوتوث
الإعلان بالبلوتوث بشكل عام هو عملية من عمليات الإذاعة. والمدى المتوسط لإعلان البلوتوث من الفئة 2 من 15 إلى 40 مترًا في معظم أجهزة البلوتوث الموجودة في أجهزة المحمول.
وكما هو الحال في جميع الإرسال اللاسلكي، فإن مدى وإمكانية وصول معظم إعلانات البلوتوث تعتمد على فئة قوة الناقل والحمل الفردي لجهاز المستلم. ومع ذلك، فإنه مع تقدم تكنولوجيا أجهزة المحمول، فإن مسافة النقل المناسبة تزداد لتصل إلى 250 مترًا أو أكثر في الوقت الحالي في الهواتف الذكية والحاسوب اللوحي والأجهزة المحمولة الأخرى.
تسقط عملية الاختيار باتساع النطاق. ومن ثم، فإن قوة النقل ترتفع وكذلك سوف يعمل ارتفاع حساسية المستقبل على خفض التوصيل السياقي بين الموقع الفعلي للمستقبل ومحتوى رسالة الإرسال.
هناك عدة أنواع رئيسية من حلول إعلانات البلوتوث. التي تعتبر دونجل بلوتوث بوجه عام كجهاز نقل بالاقتران في أغلب الأحيان بيو إس بي متصل بشبكة وظائف خادوم مشترك.
وتخدم برامج البرمجة الموجودة النقل عبر دونجل لتمكين مستقبلات البلوتوث. وحيث أن نظم استقبال البلوتوث تتطلب وجود طاقة بطارية، فإن التوزيع يعتمد على استعداد حاملات وحدات الاستقبال لاستقبال هذا الإرسال.

## أنواع محتوى إعلان البلوتوث
من الممكن إرسال صيغة ملف إعلان البلوتوث في شكل ملفات صور وملفات نغمة رنين وبطاقة عمل إلكترونية وشفرة خطية وملفات صوتية وتطبيقات الجافا وتطبيقات المحمول وملفات الفيديو والملفات النصية ومن الناحية النظرية أي صيغة ملف يمكن أن تعالجها أجهزة المحمول.

## تطبيقات إعلان البلوتوث
تحتوي تطبيقات إعلان البلوتوث على:
- كوبونات بث قائمة على الموقع.
- إعلان سياقي.
- معلومات محلية.
- ألعاب وموسيقى.
- محتوى عند الطلب.
- الحملات المحددة والمستهدفة.